# Ipavčeva hiša
Ipavčeva hiša je stavba v Zgornjem trgu v Šentjurju, kjer so delovali in bivali nekateri člani skladateljske in zdravniške rodbine Ipavec. Zgrajena je bila leta 1760. Hiša je danes preoblikovana v muzej s protokolarnimi prostori Občine Šentjur. Obnovljena notranjost je postavljena v 19. stoletje, ohranjeni so mnogi artefakti, med njimi tudi klavir. V hiši so tudi vinska klet, poročna dvorana, manjša prireditvena dvorana, ob objektu pa je tudi takoimenovani vrt Ipavčeve hiše, ki je preurejen v letni amfiteater. Na vrtu stoji tudi stara kamnita miza, lipa ter vodnjak arhitekta Jožeta Plečnika. Postavljena je stalna interaktivna razstava Ipavci. Skladatelji in zdravniki v Šentjurju, ki omogoča ogled s pomočjo navidezne resničnosti.